# Orestes Soriani
 Orestes Soriani ( ? - 1969) fue un actor de teatro y de cine que trabajó en Argentina durante muchos años y si bien interpretó papeles menores, se destacó por su elegante presencia y su mesura actoral.

## Teatro
En 1944 participó en la representación de Platuda y de abolengo en un elenco en el cual actuaban, entre otras figuras, Aída Alberti, Nélida Quiroga, José Ramírez, Luis Sandrini, Esteban Serrador, Juan Serrador y Tomás Simari. Integró junto a Paquito Busto, Benita Puértolas, Tono Andreu, Perla Santalla, Amalia Bernabé, Olga Gatti, Alejandro Maximino, Juan Carlos Thorry, Roberto Casaux, Analía Gadé y Héctor Coire el elenco que en marzo de 1952 repuso exitosamente en el Teatro Apolo la obra teatral Mi suegra es una fiera, de Julio Escobar.

## Filmografía
Actor
- Con gusto a rabia (1964) …Sereno
- Bettina (1964)
- El gordo Villanueva (1964)
- Cleopatra era Cándida (1964)
- Lucía (1963)
- Alias Flequillo (1963)…Inspector general
- Los viciosos (1962)…Sacerdote
- Interpol llamando a Río (1962)…Dueño de boîte
- Bajo un mismo rostro (1962)
- Buscando a Mónica (1962)
- Amorina (1961)
- El rufián (1961)
- Quinto año nacional (1961)
- Los acusados (1960)
- Chafalonías (1960)
- La patota (1960)…Decano
- El candidato (1959)
- Mi esqueleto (1959)
- Reencuentro con la gloria (1957)….Padre de Roberto
- Los torturados (1956)…Médico
- La pícara soñadora (1956)
- Después del silencio (1956)….Juez
- El amor nunca muere (1955)
- Marianela (1955)
- Mercado de abasto (1955)…Dr. Martínez
- Ayer fue primavera (1955)
- Concierto para una lágrima (1955)
- Guacho (1954)
- El grito sagrado (1954)
- La voz de mi ciudad (1953)
- Facundo, el tigre de los llanos (1952)
- No abras nunca esa puerta (1952) …Gerente de banco (episodio Alguien al teléfono)
- De turno con la muerte (1951)
- El patio de la morocha (1951)
- Los isleros (1951)
- Piantadino (1950)
- Romance en tres noches (1950)
- Esposa último modelo (1950)
- La campana nueva (1950)
- Apenas un delincuente (1949)….Gerente
- De padre desconocido (1949)
- La muerte camina en la lluvia (1948) …Dr. Kaplan
- Novio, marido y amante (1948)
- Emigrantes (1948)
- Los verdes paraísos (1947)
- Como tú lo soñaste (1947)
- Navidad de los pobres (1947)…Don Pedro
- El ángel desnudo (1946)…Presidente Sociedad Críticos de Arte
- Donde mueren las palabras (1946)
- El tercer huésped (1946)
- Pampa bárbara (1945)
- Los dos rivales (1944)
- Ven... mi corazón te llama (1942)…Policía
- El comisario de Tranco Largo (1942)